# Ferrovia Noto
La Ferrovia Noto (のと鉄道?, Noto Tetsudō) è una compagnia ferroviaria giapponese sulla penisola di Noto nella prefettura di Ishikawa. La sua sede principale è nella città di Anamizu e gestisce parte della linea Nanao.

## Storia
L'azienda è stata fondata il 30 aprile 1987. Dal 1988 al 2005 ha operato sulla linea Noto, tra la stazione di Noto-Anamizu e la stazione di Takojima. Nel 1991 la JR West trasferì la gestione della linea Nanao tra Nanao e Wajima alla Ferrovia Noto.
Nel 2001 è stata chiusa una sezione della linea Nanao tra Anamizu e Wajima, mentre il 1° aprile 2005 è stata interrotta la linea Noto tra la stazione di Anamizu e la stazione di Takojima. L'azienda è ora un operatore ferroviario di tipo 2, che prende in prestito solo i binari da JR West per far circolare i suoi treni.
Nel giugno 2005, la ferrovia trasferì la sua sede centrale da Noto ad Anamizu.
Nel 2024 a causa del terremoto della penisola di Noto, sia la sede centrale dell'azienda che la linea Nanao sono state danneggiate. L'intera linea Nanao riprende l'attività il 6 aprile 2024.

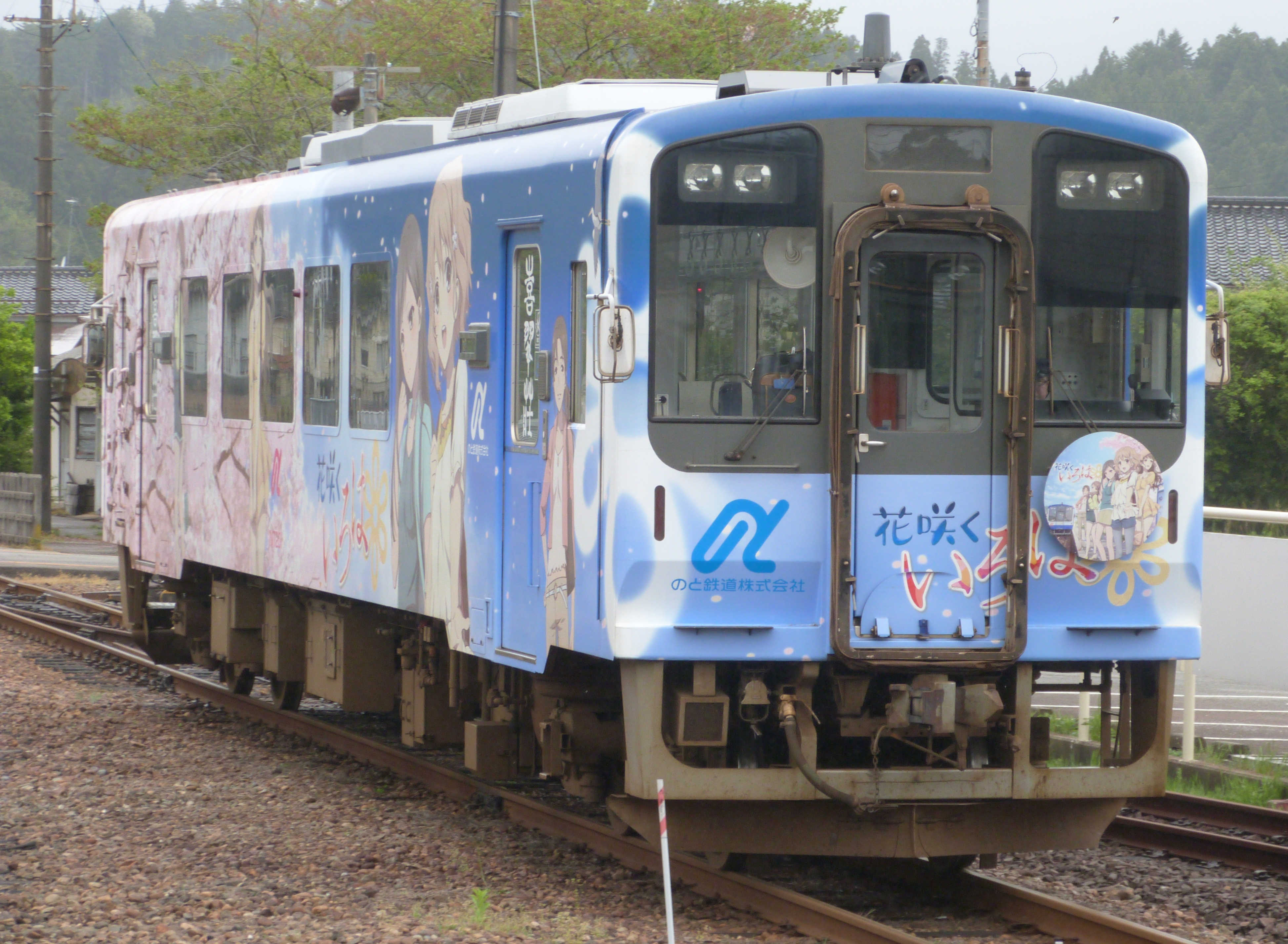
NT201 Hanasaku iroha

La compagnia ferroviaria ha collaborato con la serie televisiva anime Hanasaku iroha tra il 2011 e il 2012. Nel 2012 è entrato in servizio un treno di serie NT201 ridipinto con immagini della serie. Il 9 marzo 2013, per celebrare l'uscita del film “Hanasaku Iroha HOME SWEET HOME the Movie”, è stato messo in servizio un treno pubblicitario di serie NT202.
Un treno ridipinto per l'anime Insomniacs After School dovrebbe entrare in funzione dal 29 aprile 2023, poiché è ambientato nella città di Nanao, che si trova lungo la linea ferroviaria.

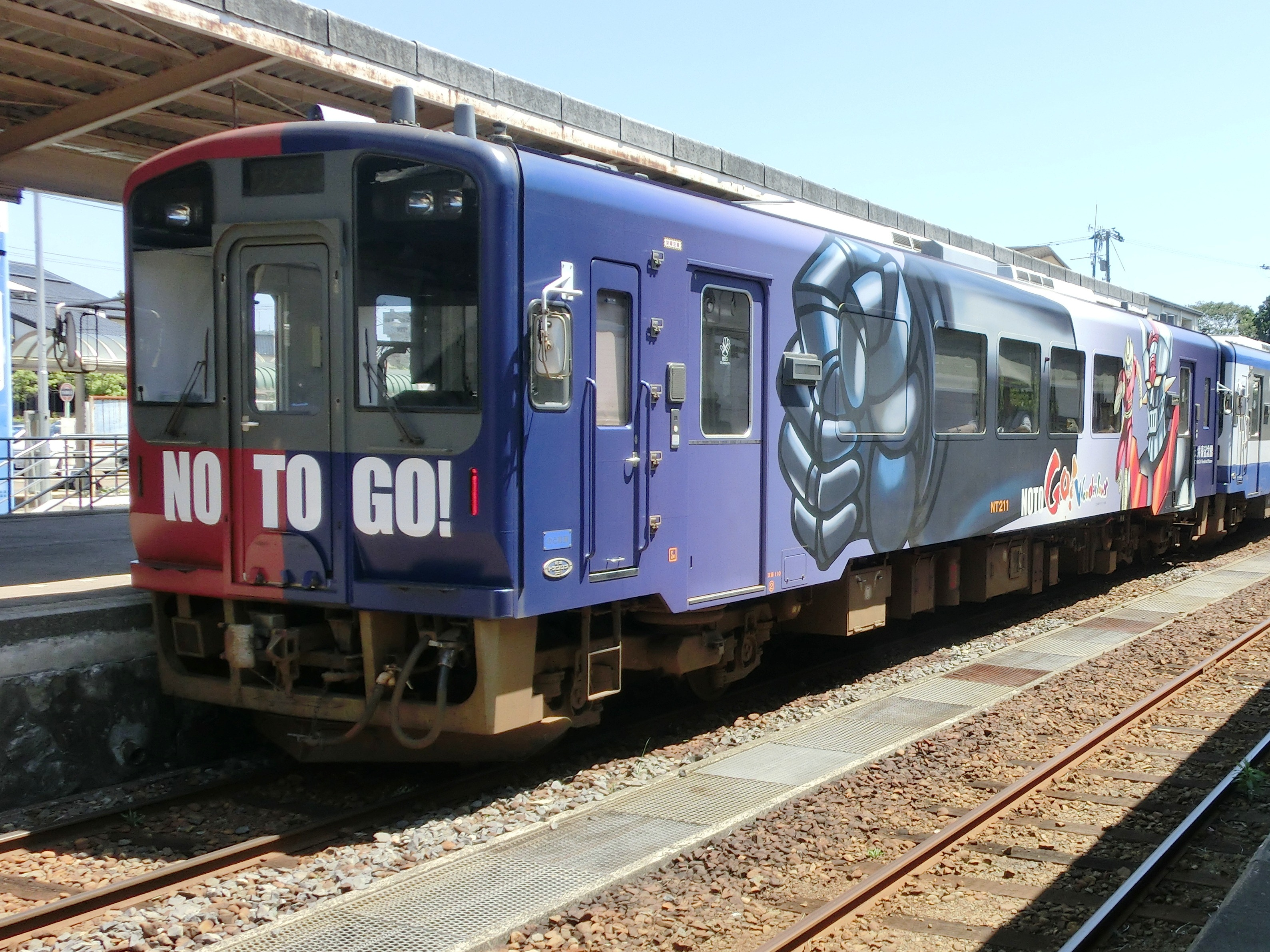
NT211 con personaggi del mangaka Gō Nagai.

Un treno ridipinto raffigurante personaggi di Gō Nagai, un mangaka della città di Wajima, che si trovava lungo la linea Nanao, circola sulla linea dal 10 marzo 2012. Inizialmente era previsto per “3 anni”, ma il servizio è continuato oltre il triennio nell'aprile 2015, per terminare nell'ottobre 2018.

## Linee ferroviarie
Con la chiusura della linea di Noto nel 2005, la linea di Nanao è diventata l'unica linea operativa, con JR West che possiede i binari come operatore ferroviario di tipo 3 (e di tipo 1 tra Nanao e Wakura Onsen) e la Ferrovia Noto come operatore ferroviario di tipo 2.
- Linea Nanao (七尾線?): Nanao - Anamizu (33,1 km, 8 stazioni)

## Materiale rotabile
Al suo apice, la flotta contava 28 vetture, ma a causa del ridimensionamento del percorso in seguito alla soppressione della tratta Anamizu - Wajima e della tratta Anamizu - Takoshima, il numero di vetture della flotta è stato ridotto a sette vetture di classe NT200 a partire dal 2008.
Nel 2015, per la prima volta dopo circa 10 anni, sono state introdotte due nuove vetture di classe NT300 da utilizzare sul treno turistico “Noto Satoyama Satoumi” (のと里山里海号?, Notosatoyamasatoumi-gō).
- Serie NT200 (201 - 204 / 211 - 213)
- Serie NT300 (301 / 302)

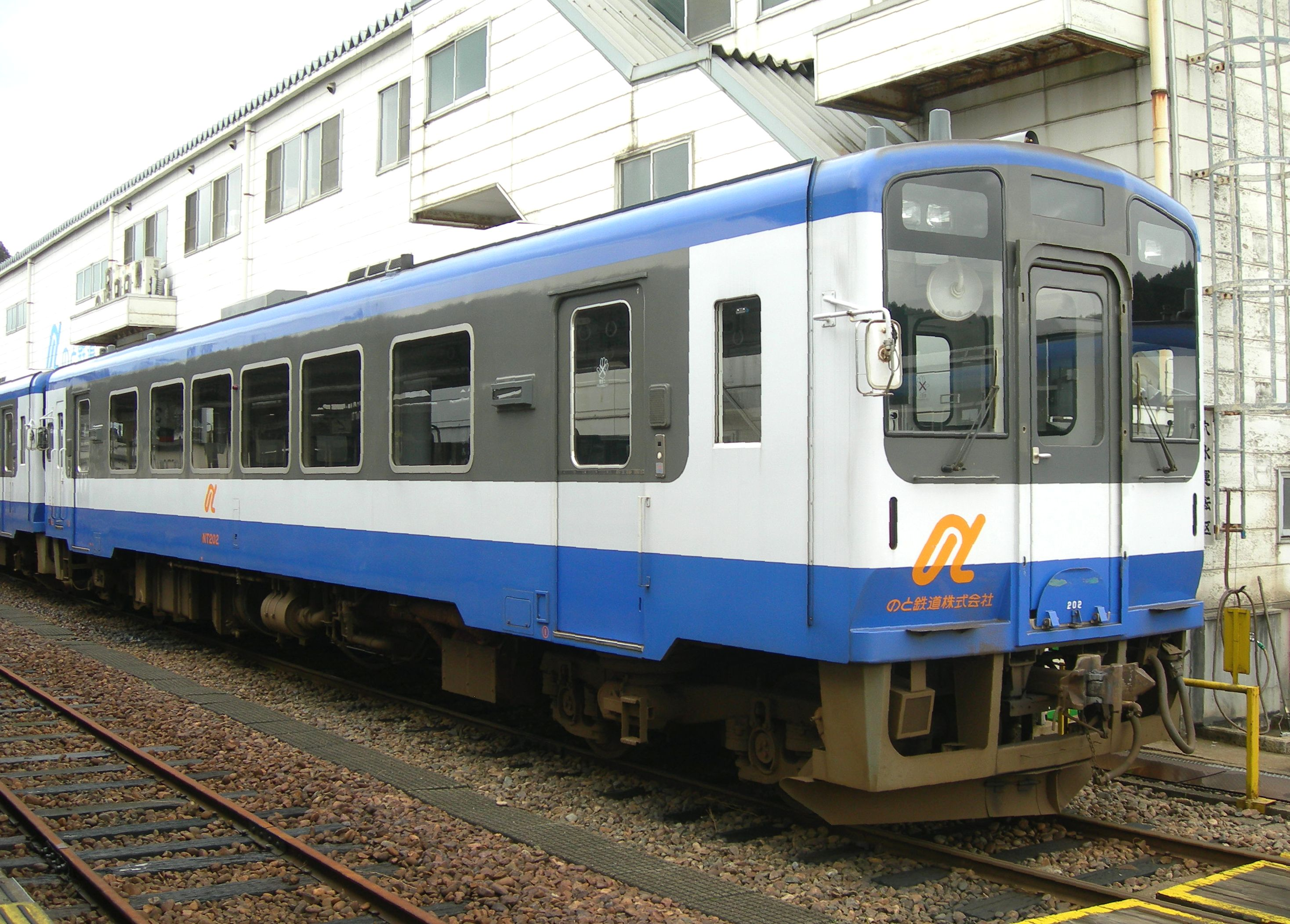
Serie NT200
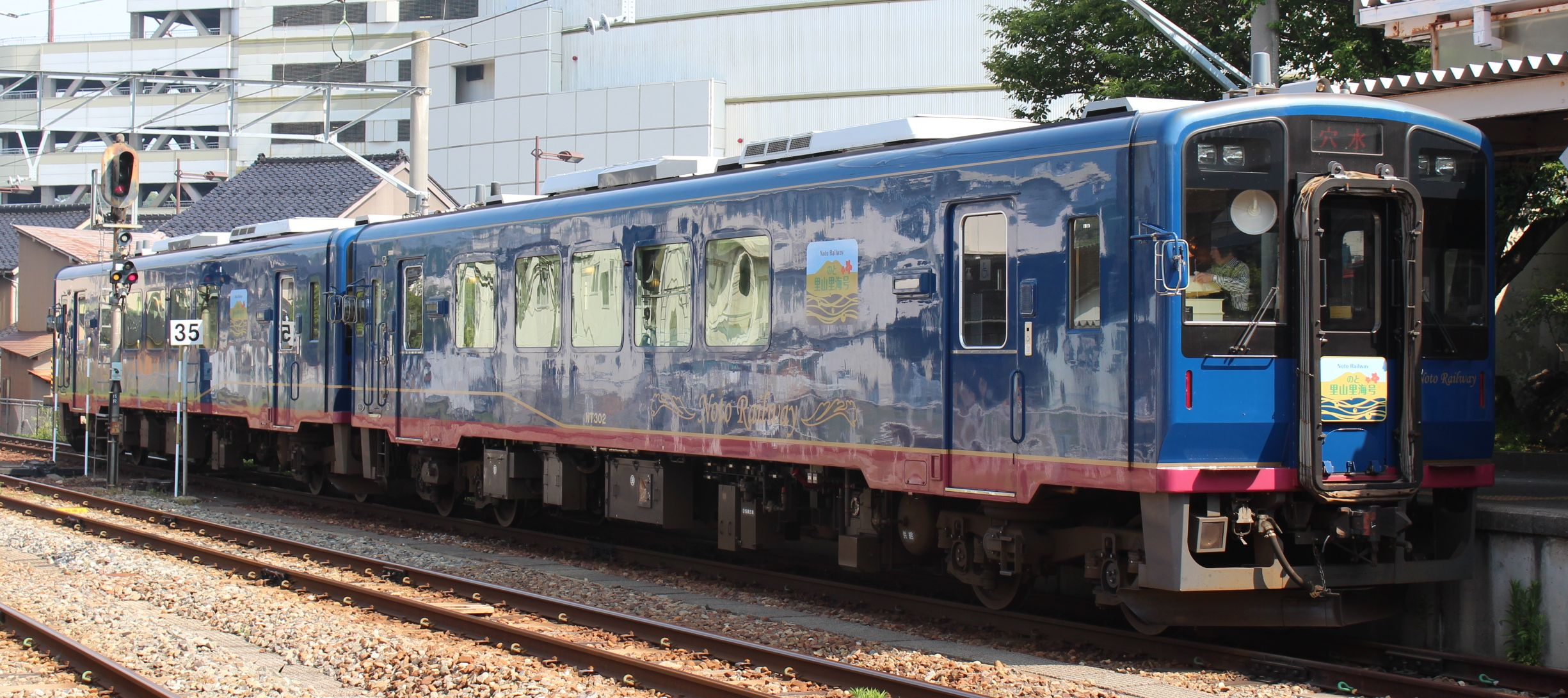
Serie NT300